# Koznik
Pour le village kosovar, voir Koznik (Orahovac).
Koznik (en serbe cyrillique : Козник) est un village de Serbie situé dans la municipalité de Sjenica, district de Zlatibor. Au recensement de 2011, il comptait 15 habitants.

## Démographie
| 1948 | 1953 | 1961 | 1971 | 1981 | 1991 | 2002 | 2011 |
| ---- | ---- | ---- | ---- | ---- | ---- | ---- | ---- |
| 55   | 69   | 63   | 248  | 239  | 69   | 27   | 15   |

|  |